# 船橋都市計画本町1丁目特定街区

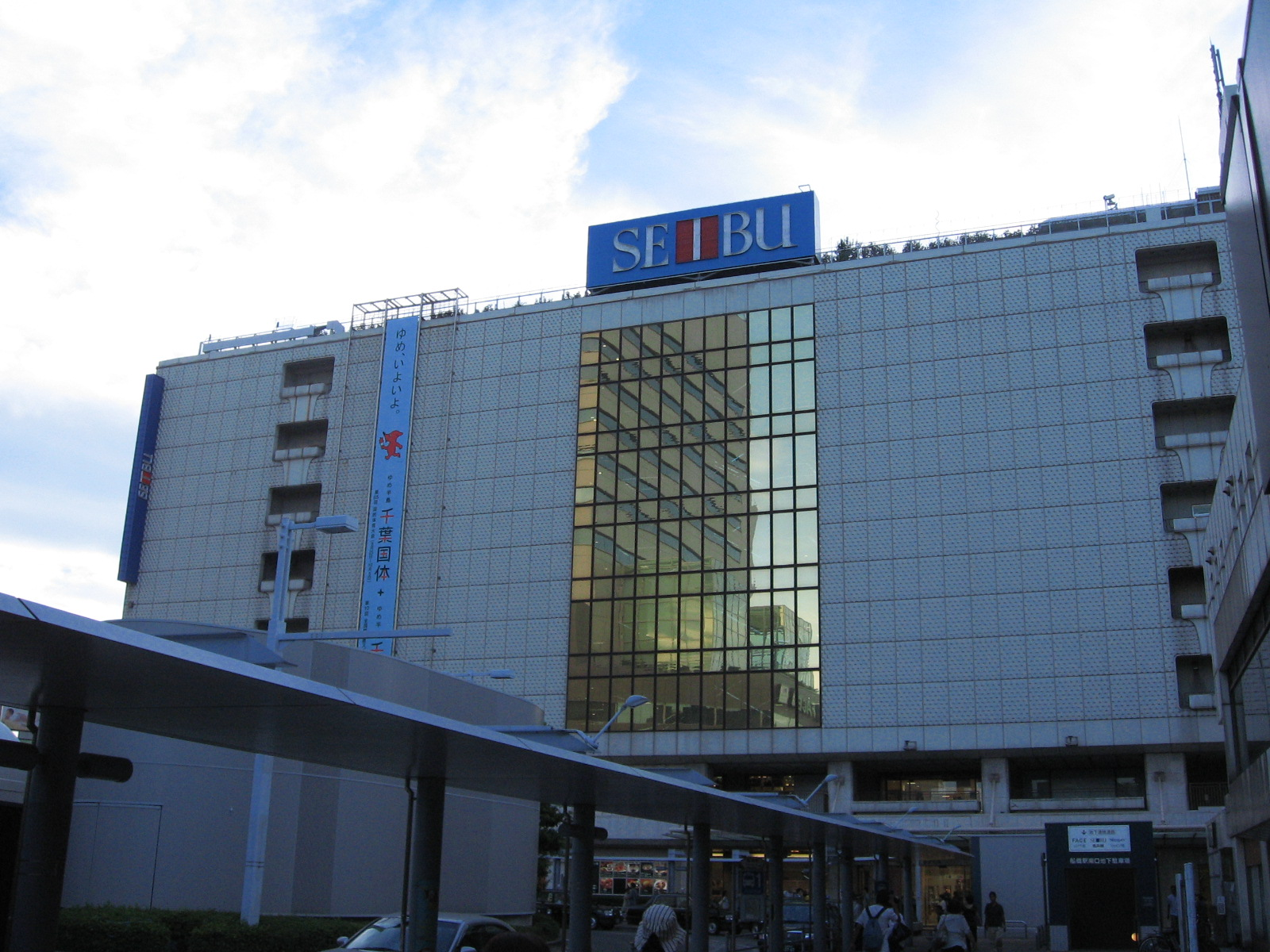
整備予定地に存在していた西武船橋店（2010年）

船橋都市計画本町1丁目特定街区（ふなばしとしけいかくほんちょう1ちょうめとくていがいく）は、千葉県船橋市にある都市計画の特定街区。

## 概要
2018年2月28日に閉店した西武船橋店本館の跡地にあたる、2021年に大和ハウス工業が取得した土地で整備が行われる。
整備では高さ193m、地上51階建ての住宅棟（高層タワーマンション）と6階建ての商業棟が建てられ、1〜3階に商業施設、4〜6階にオフィスなどが入居する計画となっている。住宅棟は、実現すればアパホテル&リゾート 東京ベイ幕張の高さ180.82mを超えて千葉県で最も高いビルとなる。
大和ハウス工業は回遊性の向上を整備方針に掲げ、船橋フェイスと接続するペデストリアンデッキを架設するほか、シャポー船橋南館の既存デッキを街区建物と接続し、駅前の連続性を形成することで、回遊と交流を促進させるとしている。
この建築計画は2023年3月24日と翌25日に船橋市が説明会で発表し、市民からは「市は駅前のにぎわい創出につなげると言うが、マンションでにぎわいは生まれない」というような意見が出された。
この地では当初、セブン&アイ・クリエイトリンクが主体となり、船橋市中央公民館や船橋市民文化ホールの移設を含む一体的な整備によって低層階に商業施設を備えた地上48階建ての住宅主体の複合高層ビルが建設される計画があったが、市民文化ホールの座席数などで船橋市と事業者の協議がまとまらず、計画は撤回された。
西武船橋店の解体工事は2024年6月末まで行われ、その後同年10月に着工、2028年3月に竣工予定となっている。